# Knieperstraße 8 (Stralsund)
Das Wohnhaus Knieperstraße 8 in Stralsund ist ein denkmalgeschütztes Bauwerk in der Knieperstraße.

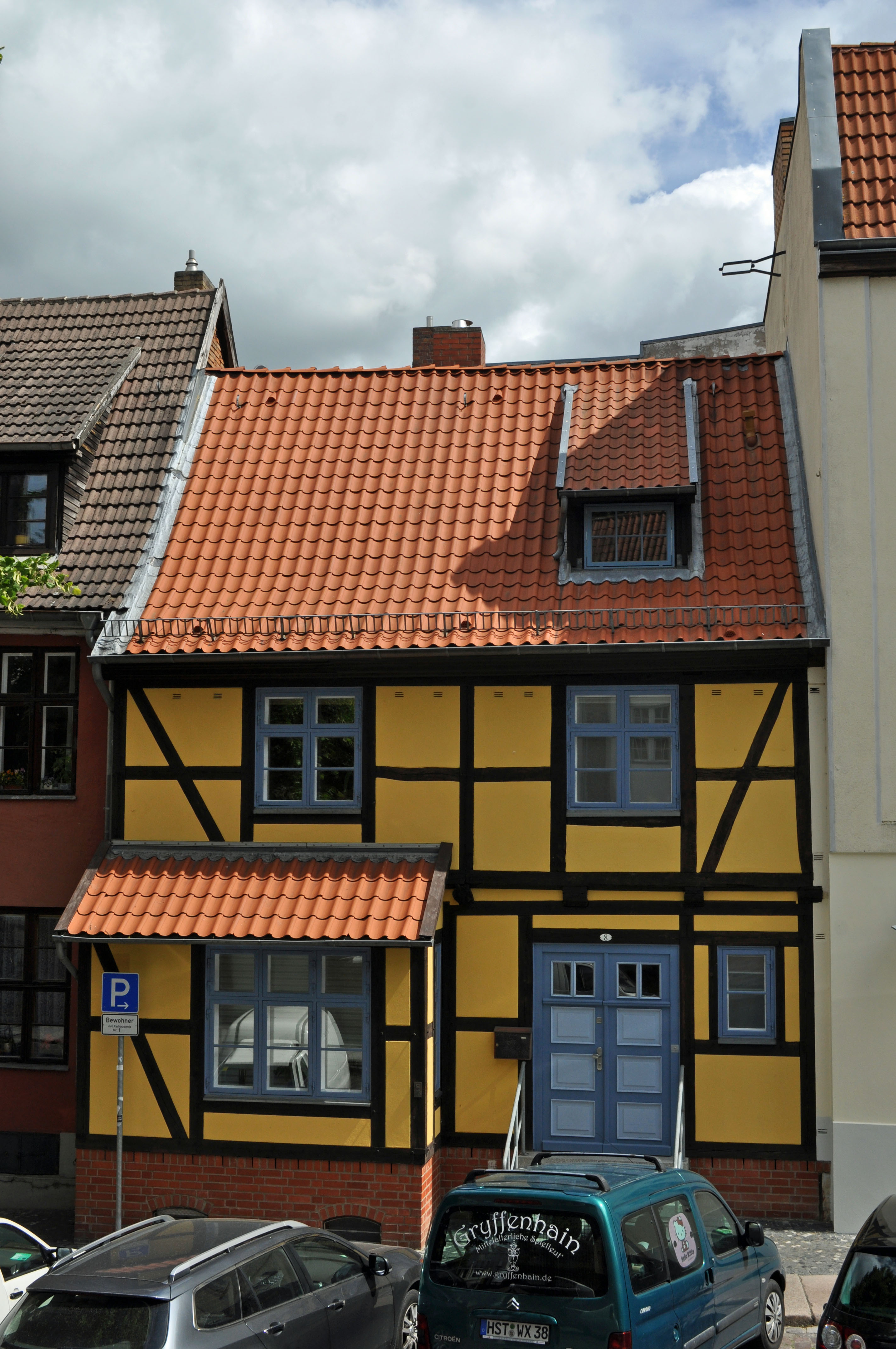
Haus Knieperstraße 8 in Stralsund (2012)

Das in Fachwerkbauweise errichtete Haus stammt aus der ersten Hälfte des 18. Jahrhunderts. Es ist zweigeschossig ausgeführt. Die Haustür stammt vom Beginn des 19. Jahrhunderts. In den Jahren 1992/1993 wurde das Haus rekonstruiert.
Das Haus im Kerngebiet des von der UNESCO als Weltkulturerbe anerkannten Stadtgebietes des Kulturgutes „Historische Altstädte Stralsund und Wismar“ ist in die Liste der Baudenkmale in Stralsund eingetragen.